# Clifford Scott
Clifford Scott (auch Joe Splink, * 21. Juni 1928 in San Antonio; † 19. April 1993) war ein US-amerikanischer Rhythm-&-Blues- und Jazz-Tenorsaxophonist und Flötist.
Scott hatte erste Auftritte 1946 im Keyhole Club in San Antonio und arbeitete Ende der 1940er-Jahre bei Jay McShann und Amos Milburn; ab 1952 spielte er in Roy Miltons Band The Solid Senders. Im folgenden Jahr ging er mit Lionel Hampton auf Europatournee, bei der Aufnahmen in Frankreich entstanden. 1955 kehrte er zu Roy Milton zurück, bevor er Ende des Jahres zu Bill Doggett wechselte, bei dem er bis 1962 blieb. Er wirkte bei dessen Erfolgstiteln Honky Tonk, Hold it, Slow Walk', Leaps and Bounds, Ram-bunk-shush, Rainbow Riot', Monster Party und Yocky Dock mit. Während seiner Zeit bei Doggett war er für King Records als Sessionsmusiker tätig, u. a. bei Aufnahmen von James Brown (Please, Please, Please und Try Me 1958), erhielt aber auch Gelegenheit, eigene Instrumentalnummern wie Tossed Salad (King 45-5836) zu veröffentlichen. Außerdem nahm er eine erste LP unter eigenem Namen auf; bei seiner ersten Session 1958 wirkten auch Andrew Hill, Bobby Bryant und Malachi Favors mit. Weitere Aufnahmen entstanden 1960, die jedoch nicht veröffentlicht wurden.
Nach dem Ausscheiden aus der Doggett-Band wirkte Clifford bei Sessions von Freddie King mit und zog dann nach Los Angeles. Er wirkte in den folgenden Jahren bei Aufnahmen u. a. von Carmell Jones, Victor Feldman, Marvin Jenkins, Groove Holmes, Lou Rawls, Jimmy Witherspoon und Charles Kynard mit. In dieser Zeit nahm er erneut unter eigenem Namen für Pacific Jazz Records auf Out Front (1963), mit Joe Pass und Les McCann, und Lavender Sax (1964), u. a. mit Leroy Vinnegar, Carol Kaye, Charles Kynard und Emil Richards. Mitte der 1960er-Jahre arbeitete er mit Onzy Matthews, Della Reese und kurz erneut mit Bill Doggett. Ende des Jahrzehnts gehörte er der Ray Charles Band an (My Kind of Jazz).
Anfang der 1970er-Jahre kehrte Clifford nach Texas zurück, wo er den Rest seines Lebens verbrachte; 1986 tourte er in Europa mit Wild Bill Davis (The Zurich Concert). Letzte Plattenaufnahmen unter eigenem Namen entstanden Anfang der 1990er-Jahre in Texas für das französische Label New Rose. Im Bereich des R&B und Jazz war er zwischen 1949 und 1992 an 99 Aufnahmesessions beteiligt, außer den Genannten auch mit Big Joe Turner, Cora Woods, Little Willie John, Herb Lance, Little Jimmy Scott, Lula Reed und Gil Fuller.